# باکوتسا
باکوتسا (به مجاری: Bakóca) یک منطقهٔ مسکونی در مجارستان است که در ناحیه هدی‌هات واقع شده‌است. باکوتسا ۱۰٫۶۵ کیلومتر مربع مساحت و ۲۶۹ نفر جمعیت دارد.